# Rhaphidophora liukiuensis
Rhaphidophora liukiuensis — вид квіткових рослин із родини Araceae, роду Rhaphidophora. Це ліана, рідним ареалом якої є Тайвань і Рюкю.

## Опис
Ліана. Листки на ніжках; листкова пластинка довгаста або косо видовжена, 15–24 × 5–9 см, шкіряста, основа тупа, край цільний, верхівка загострена; бічних жилок 8 або 9 пар, висхідні, майже паралельні. Обгортка початка згорнута, ≈ 8 × 2 см. Початок сидячий, 6 × 1 см.